# 今井啓介
今井 啓介（いまい けいすけ、1987年5月24日 - ）は、新潟県栃尾市（現在の長岡市）出身の元プロ野球選手（投手）。右投右打。

## 経歴

### プロ入り前
刈谷田中時代から頭角を現し、「栃尾に剛腕投手が現れる」と話題になる。当時の中学校の監督の紹介で、中越高等学校で当時監督を務めていた本田仁哉が直々にスカウトし、同校に推薦入学。ストレートは高校1年時から最速137km/hをマークするなど、身体能力は非凡だった。1年の夏からベンチ入り。今井、坂爪、五十嵐（のち信越硬式野球クラブ）の140km/hトリオで有名だった。
3年時には最速146km/hにまで球速が上昇。スライダーを覚えたことで投球の幅が拡がり、2005年夏の県大会では計42回1/3を投げて50奪三振を記録。打者としても決勝で3ラン本塁打を放つなど、センスの良さを見せた。しかし決勝で新潟明訓に敗れ、結局3年間で甲子園に出場することはできなかった。
全国的には無名の存在だったが、同年高校生ドラフト2巡目で広島に入団。当初広島は下位で指名する予定だったが、他球団にも指名の動きがあり、順位が繰り上がった。

### プロ入り後
2006年は主に身体作りを中心としたトレーニングを行い、二軍戦ではリリーフを中心に登板した。
2007年は二軍の開幕先発ローテーションに抜擢されるも制球難でひと月でローテーションを外される。それからシーズン終盤までの間を新しいフォーム固めに費やした。
2008年は初めて二軍で一年間先発ローテーションを守りぬいた。チーム最多の6勝、リーグ最多の104回1/3を投げたが、四死球が66個と多く制球力に課題を残した。秋季キャンプでは初の一軍練習に参加。
2009年は春季キャンプとオープン戦序盤は一軍に帯同したが、開幕二軍スタートとなる。二軍では先発で勝ち星こそなかなか付かなかったが、前年より安定した投球を見せたことで7月18日に一軍初登録。同日初登板を果たした。二軍成績は、1勝9敗ながら防御率3.75、得点援護率は1.66とここ数年でもワーストだった。8月2日の横浜ベイスターズ戦にプロ初先発。結果は5回を投げて2失点、勝ち負けつかず。試合は8回のアンディ・フィリップスの勝ち越し打などにより広島の勝利。試合後、マーティー・ブラウン監督は今井について「彼はハートが強いし、男として睾丸も大きい」と独特の表現で絶賛した。9月18日（プロ初登板のちょうど2ヵ月後）、阪神タイガース戦で初先発から6度目の先発登板で初勝利を挙げる。試合後ヒーローインタビューで、本人自身の初勝利よりも現在チームがクライマックスシリーズ進出において大事な試合に勝てた事に安堵を見せ、謙虚な姿勢で答えた。
2010年は一軍の先発ローテーション候補として期待されたが、春季キャンプで肘を故障。シーズン中は11試合に登板したものの、4敗を喫し未勝利に終わった。同年6月、元宝塚歌劇団星組娘役の琴まりえと結婚したことを発表した。またシーズン終了後に、体調不良の一因となっていた鼻息の通りを改善するため、鼻を矯正する手術を受けた。
2011年は9月25日の横浜戦に今季初先発し、4回に左踝付近に打球が直撃するも6回を1失点に抑え、2年ぶりの勝利を挙げた。
2012年は9月1日の阪神タイガース戦で10奪三振、初完投を初完封勝利で挙げるなど、9月以降は3勝を挙げた。
2013年は開幕ローテーション入りが期待されるが、左膝痛や右手薬指骨折により出遅れた。シーズン2試合目の登板となった4月29日の阪神戦でシーズン初勝利を挙げた。
2016年は8年ぶりに一軍登板なしに終わった。
2017年は4試合に終わり、10月4日に戦力外通告を受けた。

### 現役引退後
野球から離れ、鍼灸師を目指し、2018年の春から専門学校に通うことを発表した。
2018年2月17日、三条パール金属スタジアムの「感謝祭2018」にてトークショーを行い、同イベントのチャリティーオークションに自身の現役時代のユニフォームなどを提供した。
2021年に鍼灸師の国家資格を取得し、専門学校を卒業。卒業後は、神奈川県横浜市青葉区藤が丘に所在する「藤が丘整骨院」で「野球トレーニングコース」のトレーナーとして勤務した。
2023年、独立し、妻と共に東京都世田谷区奥沢に「カトレ奥沢」を開業。鍼灸師とあん摩マッサージ指圧師の資格を活かしたマッサージ・鍼灸や、幼児体育指導者2級の資格を活かした小学生以下を対象とする運動塾、夫婦の経歴を活かした野球塾やクラシックダンス教室などのサービスを提供している。

## 選手としての特徴
入団当初は当時のエース・黒田博樹のフォームに似ていることから、「黒田2世」として注目を浴びた。ただしドラフト指名の挨拶で担当スカウトから「フォームが黒田そっくりだけど、真似したの？」との問いに、「真似はしていません。自分のいいフォームを探していたら、最終的にそうなった」と答えている。
2010年シーズンオフにはチェンジアップの習得を試みている。

## 詳細情報

### 年度別投手成績
| 年 度     | 球 団     | 登 板 | 先 発 | 完 投 | 完 封 | 無 四 球 | 勝 利 | 敗 戦 | セ 丨 ブ | ホ 丨 ル ド | 勝 率 | 打 者 | 投 球 回 | 被 安 打 | 被 本 塁 打 | 与 四 球 | 敬 遠 | 与 死 球 | 奪 三 振 | 暴 投 | ボ 丨 ク | 失 点 | 自 責 点 | 防 御 率 | W H I P |
| --------- | --------- | ----- | ----- | ----- | ----- | -------- | ----- | ----- | -------- | ----------- | ----- | ----- | -------- | -------- | ----------- | -------- | ----- | -------- | -------- | ----- | -------- | ----- | -------- | -------- | ------- |
| 2009      | 広島      | 9     | 8     | 0     | 0     | 0        | 1     | 3     | 0        | 0           | .250  | 186   | 45.2     | 38       | 4           | 15       | 1     | 1        | 28       | 1     | 0        | 20    | 19       | 3.74     | 1.16    |
| 2010      | 広島      | 11    | 7     | 0     | 0     | 0        | 0     | 4     | 0        | 0           | .000  | 167   | 37.1     | 42       | 7           | 18       | 0     | 3        | 24       | 1     | 0        | 26    | 22       | 5.30     | 1.61    |
| 2011      | 広島      | 11    | 3     | 0     | 0     | 0        | 1     | 2     | 0        | 0           | .333  | 134   | 30.1     | 34       | 0           | 7        | 0     | 3        | 22       | 1     | 0        | 11    | 10       | 2.97     | 1.35    |
| 2012      | 広島      | 24    | 12    | 1     | 1     | 0        | 4     | 8     | 1        | 1           | .333  | 405   | 96.0     | 86       | 8           | 34       | 0     | 1        | 70       | 3     | 0        | 35    | 30       | 2.81     | 1.25    |
| 2013      | 広島      | 33    | 3     | 0     | 0     | 0        | 2     | 2     | 0        | 2           | .500  | 267   | 61.1     | 58       | 6           | 26       | 0     | 5        | 50       | 5     | 0        | 27    | 22       | 3.23     | 1.37    |
| 2014      | 広島      | 11    | 0     | 0     | 0     | 0        | 0     | 0     | 0        | 0           | .---  | 90    | 17.0     | 26       | 1           | 11       | 1     | 1        | 20       | 1     | 0        | 16    | 12       | 6.35     | 2.18    |
| 2015      | 広島      | 11    | 1     | 0     | 0     | 0        | 0     | 1     | 0        | 1           | .---  | 71    | 18.0     | 16       | 2           | 2        | 0     | 1        | 11       | 0     | 0        | 7     | 6        | 3.00     | 1.00    |
| 2017      | 広島      | 4     | 0     | 0     | 0     | 0        | 0     | 0     | 0        | 0           | .---  | 23    | 5.0      | 7        | 1           | 2        | 0     | 0        | 5        | 0     | 0        | 3     | 3        | 5.40     | 1.80    |
| 通算：8年 | 通算：8年 | 114   | 34    | 1     | 1     | 0        | 8     | 20    | 1        | 4           | .286  | 1343  | 310.2    | 307      | 29          | 115      | 2     | 15       | 230      | 12    | 0        | 145   | 124      | 3.59     | 1.36    |

### 年度別守備成績
| 年 度 | 球 団 | 投手  | 投手  | 投手  | 投手  | 投手  | 投手     |
| 年 度 | 球 団 | 試 合 | 刺 殺 | 補 殺 | 失 策 | 併 殺 | 守 備 率 |
| ----- | ----- | ----- | ----- | ----- | ----- | ----- | -------- |
| 2009  | 広島  | 9     | 3     | 7     | 0     | 0     | 1.000    |
| 2010  | 広島  | 11    | 2     | 2     | 0     | 0     | 1.000    |
| 2011  | 広島  | 11    | 2     | 5     | 0     | 0     | 1.000    |
| 2012  | 広島  | 24    | 2     | 16    | 0     | 1     | 1.000    |
| 2013  | 広島  | 33    | 6     | 9     | 2     | 1     | .882     |
| 2014  | 広島  | 11    | 1     | 1     | 3     | 0     | .400     |
| 2015  | 広島  | 11    | 3     | 4     | 0     | 0     | 1.000    |
| 2017  | 広島  | 4     | 1     | 0     | 0     | 0     | 1.000    |
| 通算  | 通算  | 114   | 20    | 44    | 5     | 2     | .928     |

### 記録
投手記録
- 初登板：2009年7月18日、対東京ヤクルトスワローズ10回戦（MAZDA Zoom-Zoom スタジアム広島）、6回表に3番手で救援登板、2回無失点
- 初奪三振：同上、6回表にジェイミー・デントナから空振り三振
- 初先発登板：2009年8月1日、対横浜ベイスターズ13回戦（MAZDA Zoom-Zoom スタジアム広島）、5回2失点[2]
- 初勝利・初先発勝利：2009年9月18日、対阪神タイガース21回戦（阪神甲子園球場）、5回1/3を3失点
- 初セーブ：2012年6月17日、対埼玉西武ライオンズ4回戦（西武ドーム）、7回裏に4番手で救援登板・完了、3回無失点
- 初ホールド：2012年7月31日、対横浜DeNAベイスターズ13回戦（平塚球場）、8回裏に4番手で救援登板、1回無失点
- 初完投勝利・初完封勝利：2012年9月1日、対阪神タイガース21回戦（阪神甲子園球場）、9回10奪三振[8]

打撃記録
- 初打席・初安打：2009年8月1日、対横浜ベイスターズ13回戦（MAZDA Zoom-Zoom スタジアム広島）、3回裏にライアン・グリンから中前安打
- 初打点：2009年8月12日、対読売ジャイアンツ16回戦（MAZDA Zoom-Zoom スタジアム広島）、2回裏に東野峻から右中間へ逆転3点適時三塁打

### 背番号
- 62 （2006年 - 2017年）